# Le colonel Foster plaidera coupable

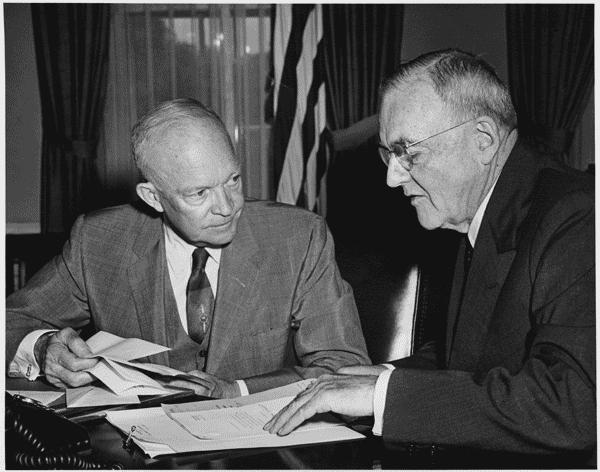
Eisenhower et John Foster Dulles.

Le colonel Foster plaidera coupable est une pièce de théâtre en cinq actes écrite par l'écrivain Roger Vailland pendant les événements de la guerre de Corée et parue aux Éditeurs français réunis en 1952.
Elle a été interdite dès sa première représentation au motif que le théâtre n'était pas utilisable, puis à nouveau quelques jours après en raison d'incidents causés par des manifestants souhaitant l'empêcher.

## Présentation et contenu
L'histoire a été conçue dès « juillet 1950, un mois après le déclenchement des événements », la « coalition anticommuniste américanisée » agissant en Corée suscitant  alors l'espoir, à droite, que la guerre d'Indochine trouve une issue victorieuse pour la France. En 1950, Roger Vailland voyage en Égypte puis en Italie, lors d’un séjour sur l’île de Capri où il est hébergé par son ami l’écrivain Malaparte où il écrit sa pièce Le colonel Foster plaidera coupable. Une pièce d'humeur, une réaction contre la guerre de Corée et la répression anti-communiste qui agite la France. Du même coup, il envoie à Jacques Duclos alors emprisonné son adhésion officielle au Parti Communiste.
La pièce se déroule dans la partie sud d'une Corée en guerre où des gens que rien ne vouaient à se rencontrer, se rencontrent quand même dans ce contexte particulier d'une guerre à la fois totale et conventionnelle. Un riche négociant en grain exploitant durement ses employés joue un rôle important. Le colonel Foster croît à sa mission et son rôle humanitaire mais découvrer qu'elle est minée par un de ses lieutenants, raciste. Selon l'un de ses biographes, Alain Georges Leduc, ce titre serait dû à John Foster Dulles (1888-1959) ancien secrétaire d'état très lié au président Eisenhower.

## Censure

### Première interdiction le 9 mai 1952
Le 9 mai 1952, jour de la première représentation, la Préfecture de police interdit les représentations car la salle ne présenterait pas les  « garanties de protection suffisante contre les dangers d'incendie ». Pourtant, un spectacle pour enfants se déroulait dans ce théâtre  « depuis trois semaines ». Par ailleurs, dans l'espoir de prévenir l'interdiction, le texte avait été allégé de « noms d'hommes politiques américains figurant dans l'œuvre originale ».
Les travaux nécessaires à un meilleure protection contre les dangers d'incendie sont exécutées « très rapidement par des ouvriers syndiqués à la CGT, » permettant à l'autorisation de réouverture d'être donnée le 14 mai 1952.

### Générale du 15 mai 1952
La générale se déroule le 15 mai sans incident. Dans la première édition de L'Aurore du 16 mai 1952 - tirée plus d'une heure avant la fin de la représentation parut l'article titré "Une intolérable provocation", qui d'après la gauche appelait les groupes de choc fascistes et gaullistes à manifester leur hostilité, même si en réalité il s'est agi de policiers déguisés
S'en prenant à André Marty et rappelant que dans cette Corée mise à feu et à sang par l'agression communiste, des Améri-cains et des Français tombaient chaque jour, Robert Lazurick en appelait aux autorités françaises:

« Ça, du théâtre ? Non! De la provocation. Alors, question. Il y a à Paris, il y a en France, des autorités responsables, c'est vers elle que l'on se tourne pour leur demander si elles accepteront longtemps cette provocation »

Le même jour parait France-Observateur, qui craint que cela soit prétexte à une perturbation générée non par des spectateurs mais des policiers. Une semaine après, l'hebdomadaire de gauche fondé par Roger Stéphane constate que cela s'est effectivement produit dès la représentation du surlendemain:

« Le rusé Baylot aura recours à un autre piège : pendant les premières représentations, quelques agents de police déguisés pourront fomenter des désordres assez opportuns pour interdire les spectacles qui troublent l'ordre public »

### Seconde interdiction, le 18 mai 1952
Le 17 mai, "les comédiens furent soudain attaqués par une vingtaine de gros bras, jusque-là tranquilles spectateurs, qui jaillissant les bousculèrent, les frappèrent à coups de ceinturon, détruisirent une partie du décor et jetèrent dans la salle des grenades lacrymogènes".
Dans la bagarre, Claude Sautet, l'assistant de Louis Daquin, fut blessé au visage et conduit à l'hôpital, tandis que les gardes du corps de Jacques Duclos, numéro deux du PCF, présent dans une loge, sont obligés de le plaquer à terre.
Les faux contestataires s'en prenant aux comédiens « perturbent la représentation au point que les spectateurs sympathisants » les prennent à partie, ce qui « dégénère en bataille ». Le lendemain, le préfet de Paris décide cette fois l'interdiction de la pièce pour risque de trouble à l'ordre public, et cette mesure ne sera levée que plus de sept ans plus tard, le 8 juillet 1959.
Dans la première édition de L'Aurore du 16 mai 1952 - tirée plus d'une heure avant la fin de la représentation parut l'article titré "Une intolérable provocation", qui d'après la gauche appelait les groupes de choc fascistes et gaullistes à manifester leur hostilité. S'en prenant à André Marty et rappelant que dans cette Corée mise à feu et à sang par l'agression communiste, des Améri-cains et des Français tombaient chaque jour, Robert Lazurick en appelait aux autorités françaises:

« Ça, du théâtre ? Non! De la provocation. Alors, question. Il y a à Paris, il y a en France, des autorités responsables, c'est vers elle que l'on se tourne pour leur demander si elles accepteront longtemps cette provocation »

Le même jour parait France-Observateur de Roger Stéphane, craint que cela soit prétexte à une perturbation générée non par des spectateurs mais des policier, puis constate que cela s'est produit:

« Le rusé Baylot aura recours à un autre piège : pendant les premières représentations , quelques agents de police déguisés pourront fomenter des désordres assez opportuns pour interdire les spectacles qui troublent l'ordre public »

.
"Les comédiens furent soudain attaqués par une vingtaine de gros bras, jusque-là tranquilles spectateurs, qui jaillissant les bousculèrent, les frappèrent à coups de ceinturon, détruisirent une partie du décor et jetèrent dans la salle des grenades lacrymogènes"
Dans la bagarre, Claude Sautet, l'assistant de Louis Daquin, fut blessé au visage et conduit à l'hôpital.

### Représentations à l'étranger
La pièce interdite en France sera entre-temps jouée à Bruxelles fin mai 1952, la « salle était comble peu avant le lever du rideau ». Mais un garçon de courses apporta une gerbe de fleurs, un coup de téléphone anonyme indiquant qu'elle contenait une bombe au plastic et la salle fut évacuée précipitamment.
Elle sera reprise pendant six mois dans les pays de l’Est et débute « une longue carrière à travers les démocraties populaires jusqu'en URSS », expérience qui inspirera en 1953 à Roger Vailland un ouvrage théorique : "Expérience du drame".

### Réactions de la presse
La presse toute entière se déchaîne durant le mois de mai. Dans un premier temps, les journaux de tout bord politique, « condamnent par principe l'atteinte à la liberté d'expression ». « Il semble surtout que dans ce pays de clarté qu'est la France et dans cette ville d'esprit qu'est Paris les pouvoirs publics hésitent eux-mêmes à avoir le courage de leur opinion » commente Le Monde
Les réaction évoluent après la manifestation communiste interdite du 28 mai 1952, dénonçant la poursuite en Corée d'une guerre bactériologique, sans preuves, et protestant contre la venue à Paris du général américain Ridgway, qui s'achève par l'arrestation de Jacques Duclos, épisode connu comme "le complot des pigeons" et sont marquées par la mort de deux manifestants. Il rejoint en prison André Stil le rédacteur en chef de L'Humanité, arrêté plusieurs jours avant la manifestation, et des dirigeants syndicaux et organisations de jeunesse.
« Dans un temps où les partisans de la violence ont choisi de troubler l'ordre public, nous reconnaissons au gouvernement le droit d'interdire une politique », écrit Jean-Jacques Gautier, prix Goncourt et critique au Figaro, deux jours après. Dans Le Figaro aussi, Thierry Maulnier dénonce la stratégie du PCF consistant à utiliser le spectacle pour faire écho à « la campagne de haine féroce et stupide lancée contre " Ridgway la peste " ».

## Le précédent de «Drame à Toulon»
Avant la « bataille rangée » qui aboutit à l'interdiction mi-mai 1952, une autre pièce théâtrale a défrayé la chronique.
« Drame à Toulon », de Claude Martin et Henri Delmas, jouée pour la première fois le 20 juin 1951 à la maison des syndicats, de la Grange aux Belles à Paris, où elle plaît, puis à Brest un mois après pour le procès en appel de Martin et tourne ensuite plus d'un an et demi. En 3 actes et 19 tableaux, elle exalte l’action d’Henri Martin, un jeune marin de Toulon et ancien résistant, arrêté en mars 1950, en pleines grèves contre la guerre d'Indochine pour avoir distribué des tracts dénonçant ce qu’il avait vu pendant la guerre d'Indochine, dénoncée dès le 24 décembre 1946, après le Bombardement de Haïphong de novembre, dans le journal de Jean-Paul Sartre. Henri Martin, qui revient d'Indochine, tient des propos proches dans ses tracts, diffusés à l’intérieur de l’Arsenal de Toulon, ce qu’il reconnaît, avant de participer à une tentative de sabotage du porte-avions Dixmude, ce qu’il dément, un nommé Heimburger, lui-même mis en cause, l'accusant.
Selon les archives de presse compilées par les historiens, la série de représentations de cette pièce devient en 1952 le centre de la campagne en faveur du détenu et fut l'un des actes les plus efficaces dans la lutte contre la guerre d'Indochine, une cinquantaine de jeunes troupes amateurs différentes l'ayant jouée, grâce à une version allégée publiée par les Editions de l'Avant-garde, leur facilitant la tâche. Plus d'un million de personnes l'auraient vue au total, dans au moins 91 villes, via 300 représentations.

## Conséquences
Le PCF reste isolé, après les troubles causés par la pièce, dans un paysage politique français plus tendu, et son leader Jacques Duclos prononce l'été suivant un discours contre l'investiture à  Pierre Mendès-France, pourtant opposé à la Guerre d'Indochine, en le présentant comme l'un des politiciens « qui ne diffèrent que sur les moyens de poursuivre une politique antiouvrière et antidémocratique fondée sur l'aliénation de notre indépendance nationale »,,.